# Christel
Christel Andrée Julie Louise Brián Schwarck, senere gift Marott (6. december 1919 – 2. maj 1992 i Herlev) var en dansk tegner, maler, illustrator og multikunstner. Hun debuterede som ugebladsillustrator i Søndags-B.T. i 1939, og tegnede resten af sit liv til ugeblade og modeblade i både Danmark og udlandet. Hun tegnede illustrationer til romaner og noveller, modetips, mønsterark, vignetter til astrologiske spådomme samt påklædningsdukker, illustrerede bøger, bl.a. serien om Susy Rødtop af Gretha Stevns og serien om Puk af Lisbeth Werner, og hun har designet en serie porcelænsfigurer for Royal Copenhagen. Christels tegninger udkom på brevpapir, i venindebøger og en lang række andre produkter, og hun tegnede reklametegninger for mange forskellige produkter, designede tøj og sko som Christel of Copenhagen, udsmykkede udstillingsdukker for firmaet Hindsgaul, og tegnede i 1971 dekorationer og kostumer til Noel Cowards teaterstykke Privatliv. Hendes tegninger udkom også i samlemapper til at hænge op på væggen..
Christel tegnede i en dybt personlig stil, der appellerede til både unge kvinder og unge mænd, og hun kunne tegne både erotisk og sødt. Hun mente selv, at hendes store popularitet hang sammen med, at "de rummede et stort element af mode og ny stil på et tidspunkt, da piger i virkeligheden så rædsomme ud i det tøj, de kunne købe, fordi ingen endnu havde fundet på at designe ungt konfektionstøj".
Christel var gift med skuespilleren Johannes Marott og havde tre børn. Fra 1973 og resten af sit liv boede hun i Rom.

## Fodnoter
1. 1 2  "Christel og de langbenede piger – fyens.dk – Fokus". Arkiveret fra originalen 14. januar 2011. Hentet 9. januar 2011.
2. ↑  "www.comicart.dk". Arkiveret fra originalen 15. maj 2012. Hentet 9. januar 2011.